# Philippe de Girard

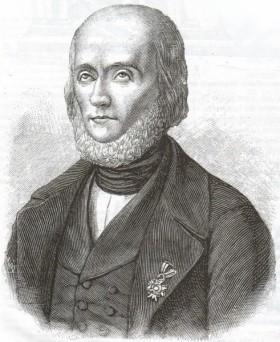
Philippe de Girard

Philippe Henri de Girard, född 1 februari 1775 i Lourmarin, departementet Vaucluse, död 26 augusti 1845 i Paris, var en fransk ingenjör och uppfinnare.
Girard lyckades konstruera en användbar maskin för linspinning, för vilken uppfinning Napoleon I 1810 utfäst ett pris om 1 miljon francs, och upprättade 1813 ett linspinneri i Paris och ett i Charonne. Då den utlovade belöningen genom Napoleons fall uteblev, råkade Girard i stora ekonomiska svårigheter och lämnade Frankrike. Han bosatte sig i Österrike, där han anlade ett linspinneri och tog initiativet till den första ångbåtsfarten på Donau. År 1825 kallades han av Alexander I till chef för bergverken i Polen, där han även inrättade ett linspinneri.
I Polen uppkallade man staden Żyrardów efter honom.